# Филипских, Евгений Фёдорович
Евгений Фёдорович Филипских (28 июня 1914 — 10 июня 1953) — командир партизанской бригады «Пламя» Минской области, полковник. Герой Советского Союза.

## Биография

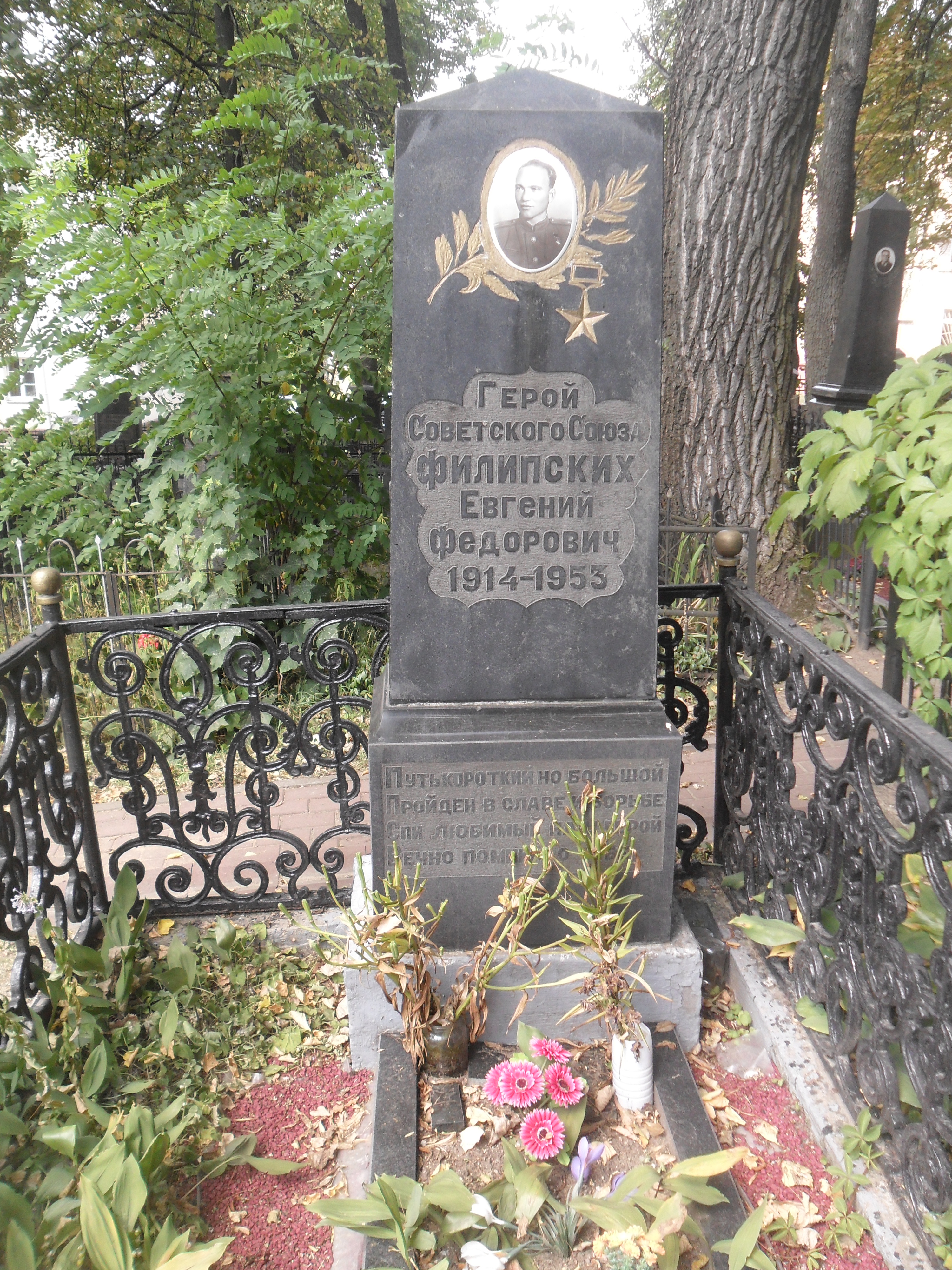
Могила Филипских на Военном кладбище Минска

Родился 15 июня 1914 года в городе Мариуполь ныне Донецкой области. Работал машинистом паровоза.
В Красной Армии с 1939 года. Окончил курсы политсостава. Служил в одном из артиллерийских полков Западного особого военного округа.
Участник Великой Отечественной войны с июня 1941 года. Участвовал в боях под городом Лида. Оказавшись в окружении, перешёл к партизанским действиям.
Партизанская бригада «Пламя» провела более 140 операций. Партизаны подорвали более полутора тысяч рельсов. Совместно с воинами 2-го Белорусского фронта 2 июля 1944 года бригада освободила город Марьина Горка Минской области.
15 августа 1944 года за образцовое выполнение боевых заданий в тылу врага и особые заслуги в развитии партизанского движения в Белоруссии полковнику Филипских Евгению Фёдоровичу присвоено звание Героя Советского Союза с вручением ордена Ленина и медали «Золотая Звезда» .
С 1949 года полковник Филипских в запасе. Жил в Минске. Умер 10 июня 1953 года.